# Unibet.com Continental
L'equip Unibet.com Continental (codi UCI: UNT) va un equip ciclista belga de categoria continental. Va fer d'equip reserva de la formació Unibet.com i va sorgir amb part de l'equip Unibet-Davo.

## Principals victòries
- Scandinavian Open Road Race: Lucas Persson (2007)

### Grans Voltes
- Tour de França
  - 0 participacions
- Giro d'Itàlia
  - 0 participacions
- Volta a Espanya
  - 0 participacions

## Classificacions UCI
L'equip va participar com a equip continental

### UCI Europa Tour
| Temporada | Classificació per equips | Millor ciclista en la classificació individual |
| --------- | ------------------------ | ---------------------------------------------- |
| 2007      | 80è                      | Lucas Persson (195è)                           |